# Campeonato do Mundo B de Hóquei em Patins de 1994
O Campeonato do Mundo B de Hóquei Patins de 1994 Foi a 6ª edição do Campeonato do Mundo B de Hóquei em Patins, que se realiza a cada dois anos. É uma competição organizada pela FIRS (Federação Internacional de Desportos sobre patins) que apura os 3 primeiros classificados para o Campeonato do Mundo de Hóquei em Patins Masculino de 1995.A competição decorreu em Santiago de Chile, Chile entre os dias 7 de Novembro e 13 de Novembro.

## Inscritos
Estão representados os cinco continentes na 6ª edição do Campeonato do Mundo B de Hóquei em Patins.
| Continente | Pais          | Continente | Pais           | Continente | Pais    | Continente | Pais          |
| ---------- | ------------- | ---------- | -------------- | ---------- | ------- | ---------- | ------------- |
| Europa     | França        | Americano  | Chile          | Asia       | Japão   | Africa     | Angola        |
| Europa     | Áustria       | Americano  | Colômbia       | Asia       | Macau   | Africa     | África do Sul |
| Oceania    | Austrália     | Americano  | Estados Unidos | Americano  | Canadá  | Africa     | Moçambique    |
| Oceania    | Nova Zelândia | Americano  | México         | Americano  | Uruguai |            |               |

## Fase de Grupos

### Grupo A
| Time           | J | V | E | D | GP | GC | SG  | Pts |
| -------------- | - | - | - | - | -- | -- | --- | --- |
| Chile          | 3 | 2 | 1 | 0 | 24 | 9  | +15 | 7   |
| Estados Unidos | 3 | 2 | 1 | 0 | 17 | 7  | +10 | 7   |
| África do Sul  | 3 | 1 | 0 | 2 | 11 | 11 | 0   | 3   |
| Macau          | 3 | 0 | 0 | 3 | 5  | 30 | −25 | 0   |

|                | CHI | USA | AFS | MAC  |
| -------------- | --- | --- | --- | ---- |
| Chile          | –   | 5–5 | 4–2 | 15–2 |
| Estados Unidos |     | –   | 4–2 | 8–0  |
| África do Sul  |     |     | –   | 7–3  |
| Macau          |     |     |     | –    |

### Grupo B
| Time      | J | V | E | D | GP | GC | SG  | Pts |
| --------- | - | - | - | - | -- | -- | --- | --- |
| França    | 3 | 3 | 0 | 0 | 29 | 3  | +26 | 9   |
| Colômbia  | 3 | 2 | 0 | 1 | 14 | 12 | +2  | 6   |
| Austrália | 3 | 1 | 0 | 2 | 10 | 22 | −12 | 3   |
| Áustria   | 3 | 0 | 0 | 3 | 8  | 24 | −16 | 0   |

|           | FRA | COL | AUS  | AUT  |
| --------- | --- | --- | ---- | ---- |
| França    | –   | 8–1 | 11–1 | 10–1 |
| Colômbia  |     | –   | 8–0  | 5–4  |
| Austrália |     |     | –    | 9–3  |
| Áustria   |     |     |      | –    |

### Grupo C
| Time          | J | V | E | D | GP | GC | SG  | Pts |
| ------------- | - | - | - | - | -- | -- | --- | --- |
| Angola        | 2 | 2 | 0 | 0 | 21 | 3  | +18 | 6   |
| Nova Zelândia | 2 | 1 | 0 | 1 | 8  | 13 | −5  | 3   |
| Canadá        | 2 | 0 | 0 | 2 | 2  | 15 | −13 | 0   |

|               | ANG | NZL  | CAN |
| ------------- | --- | ---- | --- |
| Angola        | –   | 12–2 | 9–1 |
| Nova Zelândia |     | –    | 6–1 |
| Canadá        |     |      | –   |

### Grupo D
| Time       | J | V | E | D | GP | GC | SG  | Pts |
| ---------- | - | - | - | - | -- | -- | --- | --- |
| Moçambique | 3 | 3 | 0 | 0 | 39 | 6  | +33 | 9   |
| México     | 3 | 2 | 0 | 1 | 14 | 18 | −4  | 6   |
| Uruguai    | 3 | 1 | 0 | 2 | 10 | 12 | −2  | 3   |
| Japão      | 3 | 0 | 0 | 3 | 4  | 31 | −27 | 0   |

|            | MOZ | MEX  | URU | JPN  |
| ---------- | --- | ---- | --- | ---- |
| Moçambique | –   | 13–4 | 4–0 | 22–2 |
| México     |     | –    | 7–4 | 3–1  |
| Uruguai    |     |      | –   | 6–1  |
| Japão      |     |      |     | –    |

## 2ªFase
Os primeiros e segundos dos grupos da primeira fase ocuparam os grupos E e F da segunda fase (luta pelo primeiro lugar).O terceiro e quarto de cada grupo na primeira fase foram distribuídos entre os grupos G e H do segundo (eles tocaram as posições do nono ao décimo sexto). 

### Grupo E
| Time          | J | V | E | D | GP | GC | SG  | Pts |
| ------------- | - | - | - | - | -- | -- | --- | --- |
| França        | 3 | 3 | 0 | 0 | 28 | 3  | +25 | 9   |
| Chile         | 3 | 2 | 0 | 1 | 22 | 8  | +14 | 6   |
| Nova Zelândia | 3 | 1 | 0 | 2 | 10 | 20 | −10 | 3   |
| México        | 3 | 0 | 0 | 3 | 9  | 38 | −29 | 0   |

|               | FRA | CHI | NZL | MEX  |
| ------------- | --- | --- | --- | ---- |
| França        | –   | 5–1 | 6–1 | 17–1 |
| Chile         |     | –   | 8–1 | 13–2 |
| Nova Zelândia |     |     | –   | 8–6  |
| México        |     |     |     | –    |

### Grupo F
| Time           | J | V | E | D | GP | GC | SG | Pts |
| -------------- | - | - | - | - | -- | -- | -- | --- |
| Angola         | 3 | 2 | 1 | 0 | 11 | 7  | +4 | 7   |
| Colômbia       | 3 | 2 | 0 | 1 | 12 | 9  | +3 | 6   |
| Estados Unidos | 3 | 0 | 2 | 1 | 8  | 11 | −3 | 2   |
| Moçambique     | 3 | 0 | 1 | 2 | 13 | 17 | −4 | 1   |

|                | ANG | COL | USA | MOZ |
| -------------- | --- | --- | --- | --- |
| Angola         | –   | 4–1 | 2–2 | 5–4 |
| Colômbia       |     | –   | 4–1 | 7–4 |
| Estados Unidos |     |     | –   | 5–5 |
| Moçambique     |     |     |     | –   |

### Grupo G
| Time          | J | V | E | D | GP | GC | SG  | Pts |
| ------------- | - | - | - | - | -- | -- | --- | --- |
| África do Sul | 2 | 2 | 0 | 0 | 21 | 3  | +18 | 6   |
| Japão         | 2 | 1 | 0 | 1 | 8  | 13 | −5  | 3   |
| Austrália     | 2 | 0 | 0 | 2 | 2  | 15 | −13 | 0   |

|               | AFS | JPN | AUS |
| ------------- | --- | --- | --- |
| África do Sul | –   | 5–1 | 6–3 |
| Japão         |     | –   | 7–5 |
| Austrália     |     |     | –   |

### Grupo H
| Time    | J | V | E | D | GP | GC | SG | Pts |
| ------- | - | - | - | - | -- | -- | -- | --- |
| Macau   | 3 | 2 | 0 | 1 | 18 | 17 | +1 | 6   |
| Uruguai | 3 | 1 | 1 | 1 | 17 | 16 | +1 | 4   |
| Canadá  | 3 | 1 | 1 | 1 | 17 | 18 | −1 | 4   |
| Áustria | 3 | 1 | 0 | 2 | 10 | 11 | −1 | 3   |

|         | MAC | URU | CAN | AUT |
| ------- | --- | --- | --- | --- |
| Macau   | –   | 4–7 | 8–6 | 6–4 |
| Uruguai |     | –   | 8–8 | 1–4 |
| Canadá  |     |     | –   | 3–2 |
| Áustria |     |     |     | –   |

## Fase final
| CAMPEÃO DO MUNDO DE HÓQUEI EM PATINS B 1994 |
| ------------------------------------------- |
| FRANÇA SEGUNDO TITULO                       |

| Lugar     | Partido       | Partido | Partido        | Resultado |
| --------- | ------------- | ------- | -------------- | --------- |
| 1º - 2º   | França        | -       | Angola         | 4-1       |
| 3º - 4º   | Chile         | -       | Colômbia       | 5-1       |
| 5º - 6º   | Nova Zelândia | -       | Estados Unidos | 2-7       |
| 7º - 8º   | México        | -       | Moçambique     | 1-3       |
| 9º - 10º  | África do Sul | -       | Macau          | 5-1       |
| 11º - 12º | Japão         | -       | Uruguai        | 7-8       |
| 13º - 14º | Austrália     | -       | Canadá         | 7-4       |

## Classificação final
| 1. França         |
| 2. Angola         |
| 3. Chile          |
| 4. Colômbia       |
| 5. Estados Unidos |
| 6. Nova Zelândia  |
| 7. Moçambique     |
| 8. México         |
| 9. África do Sul  |
| 10. Macau         |
| 11. Uruguai       |
| 12. Japão         |
| 13. Austrália     |
| 14. Canadá        |
| 15. Áustria       |